# Hubert Schösser
Hubert Schösser (Innsbruck, 11 de noviembre de 1966) es un deportista austríaco que compitió en bobsleigh en la modalidad cuádruple.
Ganó dos medallas de plata en el Campeonato Mundial de Bobsleigh, en los años 1993 y 1995, y cuatro medallas en el Campeonato Europeo de Bobsleigh entre los años 1992 y 1998.
Participó en dos Juegos Olímpicos de Invierno, en los años 1994 y 1998, ocupando el cuarto lugar en Lillehammer 1994, en la prueba cuádruple.

## Palmarés internacional
| Campeonato Mundial | Campeonato Mundial    | Campeonato Mundial | Campeonato Mundial |
| Año                | Lugar                 | Medalla            | Prueba             |
| ------------------ | --------------------- | ------------------ | ------------------ |
| 1993               | Igls (Austria)        | Medalla de plata   | Cuádruple          |
| 1995               | Winterberg (Alemania) | Medalla de plata   | Cuádruple          |
| Campeonato Europeo |                       |                    |                    |
| Año                | Lugar                 | Medalla            | Prueba             |
| 1992               | Königssee (Alemania)  | Medalla de plata   | Cuádruple          |
| 1993               | Sankt Moritz (Suiza)  | Medalla de bronce  | Cuádruple          |
| 1995               | Altenberg (Alemania)  | Medalla de plata   | Cuádruple          |
| 1998               | Igls (Austria)        | Medalla de plata   | Cuádruple          |